# Leptophatnus triplicator
Leptophatnus triplicator är en stekelart som först beskrevs av Morley 1919.  Leptophatnus triplicator ingår i släktet Leptophatnus och familjen brokparasitsteklar. Inga underarter finns listade i Catalogue of Life.